# 凤凰街道 (深圳市)
凤凰街道是中国广东省深圳市光明区下辖的一个街道。辖区总面积22.20平方公里，下辖塘家、甲子塘、东坑、塘尾、凤凰等5个社区。
2016年8月31日，光明新区原公明街道、光明街道二分为六，新设凤凰街道，同日挂牌。

## 经济
当地经济产业以高新技术产业为主，华星光电、欧菲光等一批重点企业均已入驻。

## 交通
- 广深港客运专线光明城站